# فخرالدین عجمی
ملا فخرالدین عجمی (درگذشت ۱۴۶۰، ادرنه)، از نخستین شیخ‌الاسلام‌های عثمانی، مدرس و محدث بود.

## زندگی‌نامه
اطلاعات چندانی دربارهٔ کودکی او در منابع موجود نیست. گمان می‌رود که در ایران زاده شده باشد، به همین دلیل به عجمی (Acemî) شهرت یافته است. او در ایران شاگرد سید شریف جرجانی بود. تخمین زده می‌شود که در دوره چلبی محمد، در دهه ۱۴۱۰ میلادی، به پایتخت عثمانی، بورسا، آمده باشد. در بورسا، نزد برهان‌الدین حیدر هروی، که او نیز از ایران آمده بود، حدیث خواند و اجازه‌نامه دریافت کرد. همچنین در مدرسه سلطانیه، شاگرد محمدشاه فناری (محمد بن حمزه فناری)، پسر ملا شمس‌الدین فناری، شد.

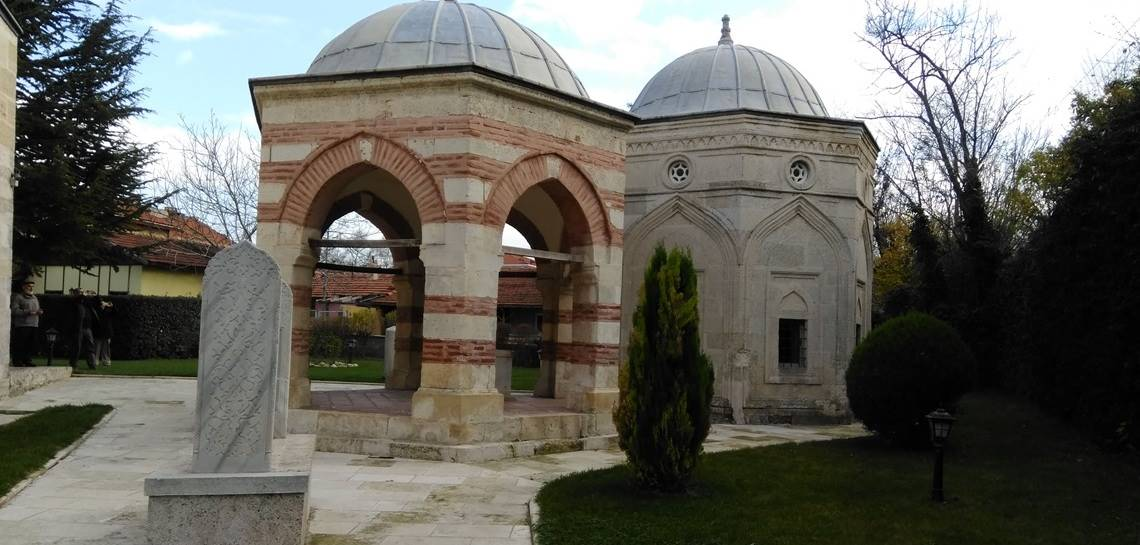
آرامگاه فخرالدین عجمی - ادرنه - محوطه مدرسه دارالحدیث

سپس به تدریس مشغول شد. پس از درگذشت شمس‌الدین ملا فناری در سال ۱۴۳۰ در دوره مراد دوم، به عنوان مفتی منصوب شد و حقوق روزانه‌اش ۳۰ آقچه تعیین گردید. او در دوره‌های مراد دوم و محمد دوم (فاتح) حدود ۳۰ سال در این مقام باقی ماند. به دلیل پایبندی شدید به باورهای سنی، در دوره نخست سلطنت محمد دوم، زمانی که مراد دوم به مانیسا عقب‌نشینی کرده بود، با افرادی از فرقه حروفی که به دربار راه یافته بودند، درگیری پیدا کرد. او فتوایی صادر کرد که سوزاندن حروفی‌ها را جایز می‌دانست.
فخرالدین عجمی در سال ۱۴۶۰ در ادرنه درگذشت. او در مدرسه دارالحدیث فخرالدین عجمی، که به نام خودش در ادرنه ساخته شده بود، در مقابل محراب به خاک سپرده شد.

## فتوای سوزاندن حروفی‌ها
فخرالدین عجمی به دلیل کافر دانستن حروفی‌ها فتوایی صادر کرد که بر اساس آن جان آن‌ها گرفته شود. با عدم مخالفت فاتح سلطان محمد با این فتوا، حروفی‌ها در ادرنه در آتش بزرگی که برافروخته شده بود، زنده زنده سوزانده شدند. اعتقاد بر این است که تکبیر نخست را فخرالدین عجمی گفته است. او نه تنها فتوای سوزاندن حروفی‌ها را صادر کرد، بلکه شخصاً در سوزاندن زنده آن‌ها مشارکت داشت.